# Ascocorticiaceae
Ascocorticiaceae is een familie van de Leotiomycetes, behorend tot de orde van Helotiales.

## Taxonomie
De familie Ascocorticiaceae bestaat uit slechts één geslacht: Ascocorticium.